# آنزیم رونوشت‌بردار معکوس
آنزیم‌های وارونویس یا رونوشت‌بردار معکوس (به انگلیسی: Reverse transcriptase) آنزیم‌هایی هستند که قادر به سنتز دی‌ان‌ای از روی آران‌ای هستند. دی‌ان‌ای مکمل (cDNA) به رشته‌ای از مولکول دی‌ان‌ای گفته می‌شود که تحت فعّالیت کاتالیتیک آنزیم رونوشت‌بردار معکوس از روی رشتهٔ آران‌ای پیام‌رسانِ بالغ ساخته می‌شود. از این آنزیم‌ها برای ساخت کتابخانهٔ سی‌دی‌ان‌ای استفاده می‌شود.
این آنزیم‌ها عموماً منشأ ویروسی (رتروویروس) دارند. انواع مختلفی از این آنزیم‌ها در حال حاضر در دسترس است. برای مثال، آنزیم AMV که از ویروس Avian Myeloblastosis به دست می‌آید، دارای فعالیت اگزوریبونوکلئازی در هر دو جهتِ '۵ به '۳ و '۳ به '۵ است. این آنزیم در سنتز دی‌ان‌ای مکمل، در واکنش زنجیره‌ای پلیمراز رونویسی معکوس (RT-PCR)، توالی‌یابی آران‌ای به روش ختم زنجیره و نشان‌دار کردن انتهای '۳ آران‌ای به کار می‌رود.

## تکثیر ویروس‌ها
بعضی از آراِن‌اِی ویروس‌های تک‌رشته‌ای که قادر به ایجاد عفونت در سلول‌های جانوری هستند. درون ذرهٔ ویروسی یک دی‌ان‌ای پلیمراز وابسته به آران‌ای به نام آنزیم رونوشت‌بردار معکوس (Reverse transcriptase) دارند.
در هنگام ایجاد عفونت ژنوم آراِن‌اِی تک‌رشتهٔ ویروس با حدود ۱۰۰۰۰ نوکلئوتید همراه به آنزیم رونوشت‌بردار معکوس و یک آران‌ای حامل به‌عنوان حامل آنزیم برداشته شده از سلول میزبان قبلی وارد سلول میزبان جدید می‌شود. آران‌ای حامل تبدیل فوری آران‌ای ویروسی به دی‌ان‌ای دورشته‌ای را تسهیل می‌نماید. آنزیم رونوشت‌بردار معکوس به عنوان دی‌ان‌ای پلیمراز وابسته به آران‌ای ابتدا سنتز یک رشته دی‌ان‌ای مکمل، آران‌ای ویروسی را کاتالیز می‌کند. سپس با کمک محیط قلیایی سدیم هیدروکسید رشتهٔ آران‌ای در هیبرید دی‌ان‌ای - آران‌ای تخریب شده و سپس به کمک دی‌ان‌ای پلیمراز I رشتهٔ دوم دی‌ان‌ای ساخته می‌شود و تکثیر ژنوم ویروس آغاز می‌شود.